# Comune di Ølstykke
Il comune di Ølstykke fino al 1º gennaio 2007 è stato un comune danese situato nella Contea di Frederiksborg, il comune aveva una popolazione di 15 681 abitanti (2006) e una superficie di 29,12 km². Capoluogo era la cittadina di omonima.
Dal 1º gennaio 2007, con l'entrata in vigore della riforma amministrativa, il comune è stato soppresso e accorpato ai comuni di Ledøje-Smørum e Stenløse per dare luogo al neo-costituito comune di Egedal compreso nella regione di Hovedstaden.